# 都築忠七
都築 忠七 （つづき ちゅうしち、1926年9月18日 - 2020年4月1日） は、日本の社会思想史研究者。一橋大学名誉教授、オックスフォード大学博士、ケンブリッジ大学博士。日本学士院賞・恩賜賞受賞。
一橋大学社会学部長、ケンブリッジ大学海外招聘フェロー、オックスフォード大学客員教授、シェフィールド大学客員教授等を歴任し、イギリス労働運動史研究においてヨーロッパで高い評価を得た。2020年逝去。

## 人物

### 人物
- 1926年9月18日 愛知県知多郡阿久比村生まれ
- 1944年 愛知県商業学校（現：愛知県立愛知商業高等学校）卒業
- 1947年 山口経済専門学校（現：山口大学経済学部）卒業
- 1950年 旧制東京商科大学（現：一橋大学）卒業。大学では大塚金之助ゼミナールに所属。
- 1952年 プリンストン大学大学院留学（フルブライト奨学生）
- 1954年 ウィスコンシン大学大学院修士課程修了（修士号）
- 1959年 オックスフォード大学大学院博士課程修了、（D.Phil）
- 1976年 ケンブリッジ大学大学院博士課程修了、（Ph.D）

### 職歴
- 1959年 一橋大学社会学部助教授
- 1963年 オックスフォード大学セント・アントニーズ・カレッジ研究フェロー
- 1969年 シェフィールド大学客員教授
- 1970年 一橋大学社会学部教授
- 1976年 ケンブリッジ大学セント・ジョンズ・カレッジ海外招聘フェロー
- 1981年 オックスフォード大学客員教授
- 1986年 シェフィールド大学客員教授
- 1987年 ロックフェラー財団ベラジオ研究センター研究員
- 1990年 一橋大学定年退職、一橋大学名誉教授。国際大学国際関係学部教授
- 1991年 同大学院国際関係学研究科長
- 1998年 株式会社松村石油研究所取締役。公益財団法人生協総合研究所顧問等も歴任。

### 受賞
1992年 - 19世紀後半のイギリス社会主義思想および運動の研究で日本学士院賞・恩賜賞を受賞。
1997年 - 勲二等瑞宝章

## 主な著作
単著
- H. M. Hyndman and British socialism, Oxford University Press, 1961.
- The life of Eleanor Marx, 1855-1898: a socialist tragedy, Clarendon Press, 1967
  - 『エリノア・マルクス―1855-1898 ある社会主義者の悲劇』みすず書房, 1984年、オンデマンド版2010年
- Edward Carpenter, 1844-1929: prophet of human fellowship, Cambridge University Press, 1980.
  - 『エドワード・カーペンター伝―人類連帯の予言者』晶文社, 1985年
- Tom Mann, 1856-1941: the challenges of labour, Oxford University Press, 1991.
- The pursuit of power in modern Japan, 1825-1995, Oxford University Press, 2000.

編著
- 『資料イギリス初期社会主義―オーエンとチャーティズム』平凡社, 1975年
- 『イギリス社会主義思想史』三省堂, 1986年
- ジョンストン・バーチャル『国際協同組合運動―モラル・エコノミーをめざして』監訳、家の光協会, 1999年
- 『日英交流史1600-2000　5 社会・文化』東京大学出版会, 2001年。ゴードン・ダニエルズ・草光俊雄共編
- Robert Owen and the world of co-operation, edited by Chushichi Tsuzuki, Hokusen-sha Pub., 1992.
- The history of Anglo-Japanese relations, vol. 5: Social and cultural perspectives, edited by Gordon Daniels and Chushichi Tsuzuki, Palgrave Macmillan, 2002.
- The Iwakura embassy, 1871-73: a true account of the ambassador extraordinary & plenipotentiary's journey of observation through the United States of America and Europe, 5 vols., editors-in-chief, Graham Healey and Chushichi Tsuzuki, The Japan Documents, 2002.
- The emergence of global citizenship: utopian ideas, co-operative movements and the third sector, edited by Chushichi Tsuzuki, Naobumi Hijikata and Akira Kurimoto, Robert Owen Association of Japan, 2005.
- Japan rising: the Iwakura embassy to the USA and Europe 1871-1873, edited by Chushichi Tsuzuki and R. Jules Young. Cambridge University Press, 2009.

訳書
- ヒュー・トマス『スペイン市民戦争』みすず書房（全2巻）, 1962-1963年、新版1980年、全1巻・1988年
- A・J・P・テイラー『イギリス現代史 1941-1945』みすず書房, 1968年、新版1987年
- ヒュー・トマス『ゴヤ　1808年5月3日』「アート・イン・コンテクスト」みすず書房, 1978年
- A・ギャンブル『イギリス衰退100年史』小笠原欣幸共訳、みすず書房, 1987年
- ジョン・コルヴィル『ダウニング街日記―首相チャーチルのかたわらで』光永雅明・見市雅俊共訳、平凡社（上下）, 1990-1991年
- ジョージ・オーウェル『カタロニア讃歌』岩波文庫, 1992年
- ルイス・ネイミア『1848年革命―ヨーロッパ・ナショナリズムの幕開け』飯倉章共訳、平凡社, 1998年
- オリーヴ・シュライナー『アフリカ農場物語』岩波文庫（上下）, 2006年

その他
- 『都築先生と私たち : 都築忠七先生卒寿記念文集』一橋大学都築ゼミ, 2016年